# Côa
Côa – rzeka w Portugalii, dopływ Douro. W jej dolinie położone jest jedno z najbogatszych skupisk sztuki naskalnej. Dla jego ochrony utworzono Park Archeologiczny Doliny Côa.